# Theridion californicum
Theridion californicum är en spindelart som beskrevs av Banks 1904. Theridion californicum ingår i släktet Theridion och familjen klotspindlar. Inga underarter finns listade i Catalogue of Life.